# Duguetia neglecta
Duguetia neglecta este o specie de plante angiosperme din genul Duguetia, familia Annonaceae, descrisă de Noel Yvri Sandwith. Conform Catalogue of Life specia Duguetia neglecta nu are subspecii cunoscute.